# Ernst Kniepkamp

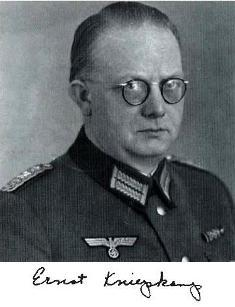
Ernst Kniepkamp, 1942

Heinrich Ernst Kniepkamp (* 5. März 1895 in Elberfeld; † 30. Juli 1977 in Heilbronn) war ein deutscher Diplom-Ingenieur und Heeresbeamter im Reichskriegsministerium (Heereswaffenamt, HWA), der jahrzehntelang die Entwicklung deutscher Panzer entscheidend mitprägte.

## Leben
Kniepkamp schloss nach dem Ersten Weltkrieg ein Ingenieurstudium an der Technischen Hochschule Karlsruhe ab. Im Anschluss daran arbeitete er von 1923 bis 1925/26 in der Getriebekonstruktion von MAN. 1926 wechselte er ins HWA in die Abteilung Wa Prüf 6, die sich mit der Spezifikation, Entwicklung und Entwurfsprüfung von Panzern und deren Motorisierung befasste. Später wurde er dort Chefentwickler und beeinflusste entscheidend die Entwicklung von Panzern. Schwerpunkt seiner Arbeit waren Fahrwerk (Intervention für ein Schachtellaufwerk) und der Antriebsstrang (Getriebe und Motorisierung (Benzinmotoren)). Sein Vorgesetzter war ab 1938 Oberstleutnant Dr.-Ing. Herbert Olbrich. Nachdem dieser an der Ostfront gefallen war, wurde 1942 Oberst Friedrich Holzhäuser sein Nachfolger.
Spätestens ab 1941 war er Regierungsbaurat; der entsprechende militärische Rang wäre Major.
Bei Kriegsende geriet er in Kriegsgefangenschaft, wurde aber bereits nach kurzer Zeit entlassen. Im Spruchkammerverfahren vor der „Spruchkammer 24 Heilbronn am Neckar“ wurde er entlastet. 1946 eröffnete er ein Ingenieur-Büro in der Schweinsbergstraße 15 (Wohnung: Wartberg) in Heilbronn, das auf die Entwicklung von Getrieben für Pkw, Kettenfahrzeuge, selbstfahrende Arbeitsmaschinen und Traktoren spezialisiert war. In den 1960er Jahren wurde er Berater für die Entwicklung des Leopard 1.
1973 ging er in den Ruhestand und verstarb 1977 in Heilbronn.

## Privates
Kniepkamp war evangelisch und heiratete standesamtlich am 23. Oktober 1936 in Heilbronn Gertrud Marie Luise Theobold (* 26. Oktober 1909 in Heilbronn), Tochter von Eugen Theobold und Wilhelmine (geb. Rössler), evangelisch, unverheiratet. Zuvor war er geschieden worden. Die kirchliche Trauung fand am 24. Oktober 1936 in der evangelischen Friedenskirche in Heilbronn statt.

## Wirken
Kniepkamp wirkte u. a. an folgenden Entwicklungsprojekten mit:
- Heereswaffenamt
  - 1935 regte er bei der Firma Maybach-Motorenbau die Entwicklung eines 700 PS starken Zwölfzylindermotors HL 230 an, der dann ab 1942 als Weiterentwicklung im Panther, Tiger I, II und dem Jagdtiger Verwendung fand.
  - Am 29. Juni 1939 wurde Kniepkamp im Patent Nr. 717514 als Erfinder für das Kleine Kettenkraftrad Typ HK 101 genannt. Das Motorfahrzeug wurde von 1940 bis 1945 von NSU als Sonderkraftfahrzeug 2 (Sd.Kfz. 2) für die Wehrmacht gebaut. Die Patenterteilung wurde am 16. Februar 1942 bekannt gemacht.[7]

- - Versuchskampffahrzeug VK 18.01 Modernisierung Panzer I Ausf. F
  - Versuchskampffahrzeug VK 20 und VK 24 (Entwürfe für 20-Tonnen-Panzer; Panther-Vorgängerkonstruktionen)
  - Versuchskampffahrzeug VK 30 (Entwürfe für 30- bis 35-Tonnen-Panzer)
  - Versuchskampffahrzeug VK 45 (Entwürfe für 45-Tonnen-Panzer): Henschel-Projekt VK 45.01 (H) für den Panzerkampfwagen VI Tiger
  - Versuchskampffahrzeug VK 100 (auch E 100) Panzer VIII Maus
  - Entwicklungsfahrzeug E-10, E-25 (Jagdpanzer bzw. Panzer-Aufklärer in der 25-t-Klasse), E-50 und E-75.
- Nachkriegszeit
  - Design der Aufhängung des Schweizer Panzer 61
  - 1956 verbesserte er den Krauss-Maffei-Entwurf für eine acht Tonnen und eine zwölf Tonnen schwere Zugmaschine zum Modell KM 12/K, das als Gleisketten-Lastkraftwagen vorgestellt und damit als Halbkettenfahrzeug ausgelegt war.[8]
  - Panzerprototyp B1 mit hydropneumatischer Federung der Arbeitsgruppe B (Konsortium aus Ruhrstahl AG, Rheinstahl-Hanomag und Rheinstahl-Henschel) als Versuchskonstruktion für den Leopard 1.[9]
  - Leopard 1